# Zalim Szebzuchow
Zalim Borisowicz Szebzuchow, ros. Залим Борисович Шебзухов (ur. 1986, zm. 17 sierpnia 2016) – islamski bojownik, jeden z liderów Emiratu Kaukaskiego w latach 2015–2016.

## Życiorys
Był jednym z liderów Emiratu Kaukaskiego obok Magomieda Sulejmanowa i Asłambieka Wadałowa, zaś po śmierci samego emira Magomieda Sulejmanowa w 2015, jednym z nieformalnych przywódców Emiratu wraz z Waładowem, wobec nie podania do oficjalnej wiadomości następcy Sulejmanowa.
Został zabity 7 sierpnia 2016 w wyniku operacji rosyjskich sił bezpieczeństwa w swoim mieszkaniu w Petersburgu.